# Tønder Kristkirke
Tønder Kristkirke er en kirke beliggende i Tønder og hørende under Ribe Stift.
Kristkirken behersker i sjælden grad byens billede. Byggeriet blev påbegyndt den 30. april 1591, og kirken stod færdig den 25. juli 1592. Kirkens ældste del er tårnet, som fra Sct. Nicolai Kirke (kirkens forgænger, nedrevet 1591) indgik uden store ændringer.
Kristkirken er en af de kirker i Danmark, der er rigest på gammelt inventar. Det økonomiske grundlag for dette overdådige udstyr, der overvejende stammer fra slutningen af 1500-tallet til lidt ind i 1700-tallet, er byens korn og studehandel samt kniplingsindustrien.

## Eksterne kilder og henvisninger
- Wikimedia Commons har flere filer relateret til Tønder Kristkirke
- Tønder Kristkirke hos KortTilKirken.dk
- Tønder Kristkirke i bogværket Danmarks Kirker (udg. af Nationalmuseet)